# Gliese 483
Gliese 483 is een oranje dwerg met een spectraalklasse van K3. De ster bevindt zich 47,3 lichtjaar van de zon.